# Heller (Familienname)
Heller ist ein deutscher Familienname.

## Namensträger

### A
- Adam Heller (* 1933), israelisch-amerikanischer Chemieingenieur
- Adolf Heller (1874–1914), deutscher Maler
- Adolf Heller (Dirigent) (1901–1954), böhmisch-österreichischer Dirigent (emigriert in die USA)
- Ágnes Heller (1929–2019), ungarische Philosophin
- Albert Heller (* 1938), deutscher Hochschullehrer für Schulpädagogik
- Alex Heller (1925–2008), US-amerikanischer Mathematiker
- Alexander Heller (1535–1612), österreichischer Ordensgeistlicher (SJ), Gymnasiumsgründer in Brünn und Schulrektor
- Alfred Heller (Drucker) (1885–1956), deutscher Drucker, Verleger und Fachautor
- Alfred Heller (Schriftsteller) (1885–1968), österreichischer Schriftsteller
- Alfred Heller (Künstler) (1924–2012), deutscher Künstler (Illustrationen, Glas-, Keramik-, Mosaikwerke)
- Alma Auswald-Heller (1876–1947), österreichische Malerin und Schriftstellerin
- Alois Heller (1913–2005), deutscher Priester und Hochschulprofessor
- Amos Arthur Heller (1867–1944), US-amerikanischer Botaniker
- André Heller (* 1947), österreichischer Künstler
- André Heller (Volleyballspieler) (* 1975), brasilianischer Volleyballspieler
- Andreas Heller (Architekt) (* 1952), deutscher Architekt und Bühnenbildner
- Andreas Heller (Theologe) (* 1956), deutscher Theologe und Pflegewissenschaftler, Professor für Palliativ-Care und Organisationsethik
- Andreas Heller (Politiker) (* 1957), deutscher Politiker
- Anita Heller (* 1980), ungarische Basketballspielerin
- Anna Heller (Opfer der Hexenverfolgung) (1630–1691), Opfer der Hexenverfolgung
- Anna Heller (Medizinerin) (1888–1943), polnische Kinderärztin
- Anton Heller (1837–1909), Schweizer Drucker und Verleger
- Arno Heller (* 1939), österreichischer Amerikanist
- Arnold Heller (1840–1913), deutscher Pathologe
- Arnold Heller (Ingenieur) (1877–1933), österreichischer Ingenieur und Schriftleiter
- Arnold Krumm-Heller (1876–1949), deutscher Abenteurer, Arzt, Okkultist, Rosenkreuzer
- August Heller (1843–1902), ungarischer Wissenschaftshistoriker

### B
- Bartholomäus Heller (1855–1934), Schweizer Hotelier
- Barbara Heller (* 1936), deutsche Komponistin und Pianistin
- Ben Heller (Kunstsammler) (1925–2019), US-amerikanischer Kunstsammler
- Benny Heller, US-amerikanischer Jazzgitarrist, siehe Benny Heller
- Bernát Heller (1871–1943), ungarischer Gelehrter, Arabist und Literaturhistoriker
- Bernd Heller (* 1947), deutscher Fernsehmoderator
- Berndt Heller (* 1943), deutscher Unternehmer und Verbandsfunktionär
- Bernhard Heller (Hellerbernd; 1878–1937), deutscher Bildhauer und Dichter
- Bert Heller (1912–1970), deutscher Maler
- Binem Heller (1908–1998), jiddischer Dichter
- Birgit Heller (* 1959), österreichische Religionswissenschaftlerin
- Bruno Heller (Mediziner) (1894–1945), deutscher Gynäkologe
- Bruno Heller (Künstler) (1925–2014), Schweizer Künstler
- Bruno Heller (Drehbuchautor) (* 1960), britischer Drehbuchautor

### C
- Camill Heller (1823–1917), österreichischer Zoologe
- Carl Heller (Politiker, I), deutscher Jurist und Politiker, MdL Gotha
- Carl Heller (Politiker, 1872) (1872–1944), tschechoslowakischer Politiker (DSAP)
- Carl Benno Heller (1914–??), deutscher Kunsthistoriker
- Caryl Heller, Szenenbildnerin
- Christian Heller (Schauspieler) (* 1961), deutscher Schauspieler
- Christian Heller (Sportschütze) (* 1964), schwedischer Sportschütze
- Christoph Heller (* 1981), deutscher Filmschaffender

### D
- Dagmar Heller (Synchronsprecherin) (1947–2015), deutsche Schauspielerin und Synchronsprecherin
- Dagmar Heller (Theologin) (* 1959), deutsche Theologin
- David Heller (* 1936), israelischer Botaniker
- Dean Heller (* 1960), US-amerikanischer Politiker
- Dieter Heller (1945–2003), deutscher Psychologe
- Dominique Heller (* 1980), Schweizer Radiomoderator

### E
- Eberhard Heller (* 1942), deutscher Philosoph, Fotograf und Zeitschriftherausgeber
- Edmund Heller (Zoologe) (1875–1939), US-amerikanischer Zoologe
- Edmund Heller (Staatssekretär) (* 1953), deutscher Lehrer, Philosoph und politischer Beamter (CDU)
- Edmund Kurt Heller (1884–1954), deutscher Germanist
- Eduard Heller (Maler) (1852–nach 1907), deutscher Maler
- Eduard Heller (Offizier) (1879–1945), österreichischer Offizier und Publizist
- Eitel-Fritz Heller (1922–1993/1994), deutscher Chirurg
- Elisabeth Heller (1914–2018), österreichische Industriellengattin, siehe André Heller #Leben
- Elisabeth Heller (Journalistin) (* 1949), deutsche Medienjournalistin und -pädagogin
- Elisabeth Heller (Künstlerin) (* 1952), Schweizer Malerin, Grafikerin und Installationskünstlerin
- Else Heller (1884–1951), österreichisch-deutsche Schauspielerin
- Emil Heller (1860–1950), Schweizer Politiker (BGB)
- Emilie Heller (1905–2003), Schweizer Druckerin und Verlegerin
- Emmy Heller (1886–1956), deutsche Historikerin
- Eric Heller (* 1946), US-amerikanischer Chemiker und Physiker
- Erich Heller (1911–1990), britischer Essayist
- Erich Heller (Mundartdichter) (1924–2003), deutscher Mundartdichter und -pfleger
- Erich Heller (Kunsthistoriker) (* 1945), österreichischer Kunsthistoriker
- Ernst Heller (Industrieller) (1848–1909), deutscher Industrieller
- Ernst Heller (Kaufmann) (1866–1936), deutscher Kaufmann und Unternehmer
- Ernst Heller (Mediziner) (1877–1964), deutscher Chirurg
- Ernst Heller (Bildhauer) (1894–1972), Schweizer Bildhauer
- Eugen Heller (1862–1939), deutscher Geschäftsmann
- Eva Heller (1948–2008), deutsche Schriftstellerin

### F
- Florian Heller (Paläontologe) (1905–1978), deutscher Paläontologe
- Florian Heller (Schriftsteller) (* 1974), deutscher Schriftsteller
- Florian Heller (Fußballspieler) (* 1982), deutscher Fußballspieler
- Frank Heller (eigentlich Martin Gunnar Serner; 1886–1947), schwedischer Schriftsteller
- Franz Heller (Politiker, 1878) (1878–1944), tschechischer Politiker, Abgeordneter im tschechoslowakischen Abgeordnetenhaus
- Franz Heller (Politiker, 1900) (1900–1970), deutscher Politiker (CDU)
- Franz André Heller (* 1947), österreichischer Künstler, siehe André Heller
- Franz Bucher-Heller (1868–1925), Schweizer Richter, Politiker, Journalist und Schriftsteller
- Franz Xaver Heller (1775–1840), deutscher Botaniker und Hochschullehrer
- Franziska Heller (* 1979), deutsche Medienwissenschaftlerin
- Fred Heller (1889–1949), österreichischer Journalist, Kritiker und Schriftsteller
- Friederike Heller (* 1974), deutsche Theaterregisseurin und Dramaturgin
- Friedrich Heller (1858–1904), deutscher Fernmeldetechniker, siehe Lucent Technologies #Friedrich Heller (1858–1904)
- Friedrich Heller (Entomologe) (1922–1998), deutscher Präparator und Insektenforscher tschechischer Herkunft (Zikaden)
- Friedrich Heller (Geologe) (* 1939), deutscher Geophysiker
- Friedrich Heller-Bürgi (1847–1916), Schweizer Bauunternehmer
- Friedrich C. Heller (Musikwissenschaftler) (* 1939), österreichischer Musikwissenschaftler
- Friedrich Jakob Heller (1798–1864), österreichischer Militärhistoriker
- Friedrich Paul Heller, deutscher Publizist
- Fritz Heller (Schauspieler) (1893–1966), österreichischer Schauspieler und Kabarettist
- Fritz Heller (Ingenieur) (1906–2000), deutscher Ingenieur
- Fritz Heller (Schiedsrichter), deutscher Fußballschiedsrichter
- Fritz Heller (Musiker) (* 1952), deutscher Musiker und Instrumentenbauer

### G
- Georg Heller (1929–2006), deutscher Diplomvolkswirt, Journalist und Schriftsteller
- Gerhard Heller (1909–1982), deutscher Verleger
- Gerhard Heller (Fotograf) (1947–2017), österreichischer Photograph
- Gisela Heller (1929–2025), deutsche Redakteurin und Schriftstellerin
- Gottfried Heller (* 1935), deutscher Manager
- Günter Heller (Musiker) (1929–2017), deutscher Kirchenmusiker und Komponist
- Günter Heller (Agrarwissenschaftler) (1940–2012), deutscher Agrarwissenschaftler und Hochschullehrer für Sozialistische Betriebswirtschaft
- Günther Heller (* 1926), deutscher Autor, siehe Günther Hunold
- Günther Heller (Journalist) (1948–2008), deutscher Fernsehjournalist
- Gustav Heller (Chemiker) (1866–1946), deutscher Chemiker und Hochschullehrer
- Gustav Heller (Politiker, 1878) (1878–1921), deutscher Politiker (SPD)
- Gustav Heller (Politiker, 1900) (1900–1977), deutscher Politiker (SPD) und Widerstandskämpfer

### H
- H. Robert Heller (* 1940), US-amerikanischer Wirtschaftswissenschaftler, Hochschullehrer und Manager deutscher Herkunft
- Hans Heller (Architekt) (1881–1917), deutscher Architekt
- Hans Heller (Komponist) (1898–1969), deutscher Komponist
- Hans Heller (Schauspieler) (* 1957), deutscher Schauspieler
- Hans Ewald Heller (1894–1966), österreichischer Musiker und Komponist
- Hans Sigmund Heller (1905–1974), österreichischer Pharmakologe
- Harry Heller (1899–1967), deutsch-israelischer Arzt
- Heinrich Heller (Pädagoge) (1812–1902), deutscher Lehrer und Pädagoge, Erzieher des Prinzen Friedrich Wilhelm (-> Kaiser Friedrich III.)
- Heinrich Heller (Architekt) (1880–1949), deutscher Architekt
- Heinrich Karl Heller (1855–1943), Schweizer Fabrikant (Musikdosen) und Briefmarkenhändler
- Heinrich Wilhelm Heller (1746–1812/1813), deutscher Regierungsrat und anti-aufklärerischer Publizist
- Heinz-B. Heller (* 1944), deutscher Medienwissenschaftler
- Helen West Heller (1872–1955), amerikanische Malerin, Grafikerin, Dichterin, Illustratorin und Aktivistin
- Hendrik Heller (* 1986), deutscher Parteifunktionär (NPD)
- Hermann Heller (Politiker) (1850–1917), Schweizer Politiker
- Hermann Heller (Künstler) (1866–1949), österreichischer Künstler und Mediziner
- Hermann Heller (Unternehmer) (1869–1931), deutscher Unternehmer und Firmengründer
- Hermann Heller (Bezirksoberamtmann) (1871–1950), deutscher Verwaltungsjurist und Bezirksoberamtmann
- Hermann Heller (Widerstandskämpfer) (1884–1941), deutscher Widerstandskämpfer und SPD-Mitglied
- Hermann Heller (Jurist) (1891–1933), deutscher Jurist und Hochschullehrer
- Hermine Heller-Ostersetzer (1874–1909), österreichische Malerin und Grafikerin
- Hubert Heller (1936–2020), deutscher Unternehmer
- Hugo Heller (1870–1923), österreichischer Buchhändler

### I
- Ignatz Heller (1750–1798), botanischer Gärtner, Vater von Franz Xaver Heller
- Ilse Heller-Lazard (1884–1934), deutsch-schweizerische Malerin
- Ingmar Heller (* 1967), deutscher Jazzbassist
- Irene Heller (1913–1986), deutsche Politikerin (SED)
- Irving Heller (1921–2012), US-amerikanisch-kanadischer Pianist und Musikpädagoge
- Isaac Heller (Ike Heller; 1926–2015), US-amerikanischer Spielzeugentwickler und Unternehmer
- Isidor Heller (1816–1879), österreichischer Journalist und Schriftsteller

### J
- Jakob Heller (1460–1522), deutscher Patrizier und Ratsherr
- Jan Heller (1925–2008), tschechischer evangelischer Theologe der Brüderkirche und Hochschullehrer
- Jan Heller Levi (* 1954), US-amerikanische Lyrikerin
- Jerry Heller (1940–2016), US-amerikanischer Musikproduzent
- Joachim Heller (Hellerus Joachimus; ~1518–~1590), deutscher Lehrer, Mathematiker und Drucker
- Johann Heller (Bildhauer), deutscher Bildhauer
- Johann Florian Heller (1813–1871), österreichischer Arzt und Chemiker
- Johann Friedrich Heller (1786–1849), deutschbaltischer Geistlicher und Autor
- Johann Heinrich Heller (1830–1906), Schweizer Musikdosenfabrikant und -händler
- Johann Jakob Heller (1807–1876), Schweizer Politiker und Arzt
- Johann Kilian Heller (1620/1633–1671/1674), deutscher Komponist und Organist
- Johannes Heller (Theologe) († 1537), Franziskaner und Kontroverstheologe
- Johannes Heller (1851–1880), deutscher Historiker
- John Lewis Heller (1906–1988), US-amerikanischer Klassischer Philologe
- Jomtow Lipmann Heller (1579–1654), jüdischer Gelehrter
- Josef Heller (Lehrer) (1855–1911), tschechisch-österreichischer Lehrer, Schulleiter und Politiker
- Josef Heller (Komponist) (1876–1932), österreichischer Komponist, Lautenspieler und Musikkritiker
- Josef Heller (Ringer), Ringer
- Josef Heller (Rennrodler), tschechischer Rennrodler
- Josef Elias Heller (1888–1957), litauisch-israelischer Judaist, Philosoph, Schriftsteller und Übersetzer
- Joseph Heller  (Heimatforscher) (1798–1849), deutscher Kunstsammler und Heimatforscher
- Joseph Heller (Schriftsteller) (1923–1999), US-amerikanischer Schriftsteller
- Joseph Heller (Zoologe) (* 1941), israelischer Zoologe
- Józef Heller (1896–1982), polnischer Biochemiker
- Julius Heller (Mediziner) (1864–1931), deutscher Dermatologe und Hochschullehrer an der Universität Berlin
- Julius Anton Heller (1861–1920), österreichischer Komponist
- Jutta Heller (* 1961), deutsche Wirtschafts- und Sozialwissenschaftlerin

### K
- Karl Heller (Kriminalkommissar) (1908–vor 1981), deutscher Kriminalkommissar (Reichssicherheitshauptamt, Einsatzgruppen)
- Karl Heller (Musikwissenschaftler) (* 1935), deutscher Musikwissenschaftler
- Karl Bartholomäus Heller (1824–1880), österreichischer Naturwissenschaftler
- Karl Christian Heller (1770–1837), deutscher Theologe, Bibliothekar und Chronist
- Karl Maria Heller (1864–1945), österreichischer Zoologe
- Katrin Heller (* 1969), deutsche Schauspielerin und Hörspielsprecherin
- Kevin Jon Heller (* 1967), Rechtswissenschaftler
- Kilian Heller (1695–1738), Abt des Benediktinerklosters in Seligenstadt
- Klaus Heller (Historiker) (1937–2023), deutscher Osteuropahistoriker
- Klaus Heller (Germanist) (1940–2023), deutscher Germanist
- Klaus Heller (Autor) (* 1952), deutscher Autor, Fallschirmspringer und Freifallkameramann
- Konrad Heller (1875–1931), österreichischer Fotograf
- Kurt Heller (Sportfunktionär) (1910–1994), deutscher Sportfunktionär
- Kurt Heller (Politiker) (1919–1990), österreichischer Politiker (SPÖ)
- Kurt Heller (Jurist) (1939–2020), österreichischer Verfassungsjurist
- Kurt A. Heller (* 1931), deutscher Pädagoge, Psychologe und Hochschullehrer

### L
- Ladislav Heller (1938–1970), tschechoslowakischer Radrennfahrer
- Lara Heller (* 1990), britisch-deutsch-iranische Schauspielerin
- Lavinia Heller, deutsche Übersetzungswissenschaftlerin
- Leo Heller (1876–1941), deutscher Schriftsteller
- Louis B. Heller (1905–1993), US-amerikanischer Politiker
- Ludwig Heller (Philologe) (1775–1826), deutscher Klassischer Philologe
- Ludwig Heller (Pastor) (1805–1878), deutscher Geistlicher
- Ludwig Heller (Indologe) (1866–1945), deutscher Indologe
- Lukas Heller (1930–1988), deutscher Drehbuchautor

### M
- Maja Heller Schucan auch Maja Heller-Klauser, (1912–2000), Schweizer Bildhauerin, Zeichnerin und Autorin
- Marcel Heller (* 1986), deutscher Fußballspieler
- Marcus van Heller, Pseudonym von John Stevenson (Schriftsteller) (* 1930), US-amerikanischer Schriftsteller
- Marie-Luise Heller (1918–2009), deutsche bildende Künstlerin
- Marielle Heller (* 1979), US-amerikanische Schauspielerin, Drehbuchautorin und Regisseurin
- Martin Heller (1952–2021), Schweizer Kulturunternehmer, Kurator und Autor
- Max Heller (Rabbiner) (1860–1929), US-amerikanischer Rabbiner
- Max Heller (Komponist) (Pseudonym Max Paul Heller; 1867–1951), deutscher Komponist, Arrangeur und Herausgeber, Zwillingsbruder von Paul Heller (Komponist)
- Michael Heller (1955–2021), deutscher Journalist
- Michał Heller (* 1936), polnischer Philosoph, Kosmologe und Priester
- Monica Heller (* 1955), kanadische Linguistin
- Moritz Heller (1768–1839), deutscher Kaufmann, Bürgermeister und Politiker
- Myriande Heller (* 1958), deutsche Bühnenbildnerin, Filmarchitektin und Kostümbildnerin

### O
- Ole Heller (* 1972), deutscher Filmeditor
- Oskar Heller (1870–1938), österreichisch-mährischer Maler
- Otto Heller (Literaturwissenschaftler) (1863–1941), deutsch-amerikanischer Literatur- und Sprachwissenschaftler
- Otto Heller (Landrat) (1883–nach 1948), deutscher Landrat
- Otto Heller (Kameramann) (1896–1970), tschechisch-britischer Kameramann
- Otto Heller (Schriftsteller) (1897–1945), österreichischer Schriftsteller, Journalist und Widerstandskämpfer gegen den Nationalsozialismus
- Otto Heller (Generalkonsul) (1911–2004), österreichischer Generalkonsul
- Otto Heller (Eishockeyspieler) (1914–nach 1945), Schweizer Eishockeyspieler
- Otto Heller (Psychologe) (1925–2012), deutscher Psychologe und Hochschullehrer

### P
- Paul Heller (Komponist) (Pseudonym Max Paul Heller; 1867–1936), deutscher Komponist, Arrangeur und Herausgeber, Zwillingsbruder von Max Heller (Komponist)
- Paul Heller (Weinbauer) (1898–1972), deutscher Fachlehrer, Leiter des Staatlichen Hofkellers Würzburg und der Lehr- und Versuchsanstalt Veitshöchheim
- Paul Heller (Mediziner) (1914–2001), US-amerikanischer Internist und Biochemiker österreichischer Herkunft
- Paul Heller (* 1971), deutscher Jazz-Saxophonist
- Pete Heller, britischer House-DJ und Musikproduzent
- Peter Heller (Germanist) (1920–1998), österreichisch-amerikanischer Germanist
- Peter Heller (Dokumentarfilmer) (* 1946), deutscher Dokumentarfilmer und Produzent
- Peter Heller (Autor) (* 1959), US-amerikanischer Schriftsteller
- Peter Heller (Moderator) (* 1989), deutscher Moderator
- Peter Heller (Tennisspieler) (* 1992), deutscher Tennisspieler
- Peter W. Heller (* 1957), deutscher Umweltwissenschaftler, Unternehmer und Verwaltungsbeamter
- Philipp Heller (1909–1938), deutscher Zimmermann, KPD-Mitglied und Widerstandskämpfer gegen die NS-Diktatur

### R
- Rainer Heller (* 1961), deutscher Politiker (SPD)
- Randee Heller (* 1947), US-amerikanische Schauspielerin
- Reinhold Heller (SS-Mitglied) (1885–1945), deutscher Kriminalbeamter und SS-Obersturmbannführer
- Reinhold Heller (Maler) (1933–1993), deutscher Maler
- Reinhold Heller (Kunsthistoriker) (* 1940), US-amerikanischer Kunsthistoriker
- Richard Heller (Drucker) (1904–1992), Schweizer Drucker, Verleger und Fotograf
- Richard Heller (Widerstandskämpfer) (1908–1944), deutscher Widerstandskämpfer
- Richard Heller (Komponist) (* 1954), österreichischer Komponist
- Richard Heller (Mediziner) (* 1954), US-amerikanischer Mediziner
- Robert Heller (Schriftsteller) (1812–1871), deutscher Journalist, Schriftsteller und Publizist
- Robert F. Heller (* 1958), deutscher Verwaltungsjurist
- Rolf Heller (Philologe) (* 1929), deutscher Philologe
- Rolf Heller (Fußballfunktionär) (1943–2022), deutscher Fußballfunktionär
- Rudolf Heller (Organist) (1927–2020), deutscher Organist und Maler
- Rudolf Heller (Unternehmer) (1933–2016), deutscher Unternehmer und Mäzen
- Rudolf Heller (Maler) (* 1966), österreichischer Maler und Grafiker

### S
- Sapir Heller (* 1989), israelische Theaterregisseurin
- Seligmann Heller (1831–1890), österreichischer Schriftsteller
- Siegfried Heller (1876–1970), deutscher Mathematikhistoriker
- Siegfried Heller (Chemiker) (1901–nach 1970), deutscher Chemiker und Hochschullehrer für Physikalische Chemie
- Simon Heller (1843–1922), österreichischer Blindenpädagoge
- Stefan Heller (1872–1949), deutscher Lehrer und Botaniker, Vater von Florian Heller (Paläontologe)
- Steffi Gerlinde Riedel-Heller (* 1964), deutsche Wissenschaftlerin, Fachärztin für Psychiatrie und Psychotherapie
- Stephan Heller (Politikwissenschaftler) (* 1961), deutscher Unternehmer, Buchautor und Hochschullehrer
- Stephan Heller (* 1968), deutscher Hörfunkmoderator und -programmdirektor
- Stephen Heller (1813–1888), ungarischer Komponist und Pianist
- Steven Heller (* 1950), US-amerikanischer Grafikdesigner, Autor und Journalist

### T
- Theodor Heller (1869–1938), österreichischer Heilpädagoge
- Thomas Heller (1902–1984), US-amerikanischer Buchhändler und Antiquar österreichischer Herkunft
- Tobias Heller (Politiker) (* 1986), deutscher Politiker (AfD)
- Tobias Heller (* 1994), Schweizer Unihockeyspieler

### U
- Uda Heller (* 1951), deutsche Politikerin (CDU)
- Ursula Heller (* 1961), deutsche Journalistin und Fernsehmoderatorin

### V
- Veit Heller (Maler) (* 1961), deutscher Maler und Grafiker
- Veit Heller (Musikwissenschaftler) (* 1968), deutscher Musikwissenschaftler
- Viktor Heller (1925–1987), österreichischer Jurist und Höchstrichter
- Vitus Heller (1882–1956), deutscher Publizist und Politiker (BVP, CSRP)
- Volker Heller (* 1958), deutscher Kulturmanager, Direktor und Vorstand der Stiftung Zentral- und Landesbibliothek Berlin

### W
- Walter Heller (1915–1987), US-amerikanischer Wirtschaftswissenschaftler
- Walter J. Heller (1904–1988), Schweizer Bauunternehmer
- Wenzel Josef Heller (1849–1914), böhmischer Komponist, Militärkapellmeister, Chorleiter und Kirchenmusiker
- Werner Heller (1946–2018), Biochemiker und Pflanzenpathologe
- Wilfried Heller (* 1942), deutscher Geograph und Professor
- Wilhelm Heller (Kaufmann) (1840–1923), deutscher Kaufmann
- Wilhelm Heller (1859–1931), Süßwarenhersteller, siehe Gustav & Wilhelm Heller
- Wilhelm Heller (Jurist) (1888–1947), deutscher Jurist
- Willy Heller (1900–1981), deutscher Politiker (CDU)
- Wolfgang Heller (1870–1951), österreichischer Generalmajor

### Z
- Zoë Heller (* 1965), britische Journalistin und Schriftstellerin